# ルパン三世 ルパンは今も燃えているか?
『ルパン三世 ルパンは今も燃えているか?』（ルパンさんせい ルパンはいまももえているか）は、モンキー・パンチ原作のアニメ『ルパン三世』のOVA作品。

## 概要
本作は「ルパン三世原作誕生50周年プロジェクト」の締めくくりである記念作品として制作され、2018年7月25日発売の『ルパン三世 PART5』のBD＆DVD第1巻におけるプレミアム先着購入特典として同梱されたDVDに収録されている（OAD）。そのため、現時点で単体での発売は行われていない。
総監督を原作者であるモンキー・パンチ自らが務めた。キャラクターデザインには、長年テレビスペシャルの作画・キャラクターデザインに携わった平山智と、近年の『PART4』や『PART5』でキャラクターデザインを担当した横堀久雄が起用されている。またルパン一味の服装は『PART4』時の服装に準拠したものとなっている。
監督の川越淳が「懐かしいキャラが総登場のお祭り企画」と発言するように、本作は過去のアニメシリーズのゲストキャラクター（主に敵）が数多く登場し、再度ルパンに戦いを挑む形となっている。ただし、各ゲストの声優は故人であるために全員交代となっている。
2019年4月11日にモンキー・パンチが死去したため、本作は原作者存命中に制作された最後のOVA作品となった。また、小林清志が次元大介を演じる最後のルパン三世OVA作品となった。
2021年には『ルパン三世 カリオストロの城』の同時上映作品として5.1chサラウンド版が2週間限定で上映され、同年12月22日にリリース予定のBlu-ray「『ルパン三世』TVシリーズ THE BEST SELECTION」にも収録される。

## 声の出演
- ルパン三世：栗田貫一
- 次元大介：小林清志[6]
- 石川五ェ門：浪川大輔
- 峰不二子：沢城みゆき
- 銭形警部：山寺宏一

- アナウンサー：松浦裕美子

ゲストキャラクター（過去作の強敵）
| キャラクター名 | 初登場話                | 本作での声優 | 初登場話での声優 | 備考  |
| -------------- | ----------------------- | ------------ | ---------------- | ----- |
| ミスターX      | 『TV第1シリーズ』第1話  | 茶風林       | 滝口順平         | [ 7 ] |
| 魔毛狂介       | 『TV第1シリーズ』第13話 | 村治学       | 家弓家正         | [ 8 ] |
| パイカル       | 『TV第1シリーズ』第2話  | 家中宏       | 江角英明         | [ 9 ] |
| 百地三太夫     | 『TV第1シリーズ』第5話  | 浦山迅       | 雨森雅司         |       |
| プーン         | 『TV第1シリーズ』第9話  | 斧アツシ     | 本郷淳           |       |

## スタッフ
- 原作・総監督 - モンキー・パンチ
- 監督 - 川越淳
- 企画プロデュース - 加藤州平
- 企画：加藤良太／篠宮浩司
- プロデューサー - 野崎康次、塩出正樹
- 脚本 - 大西信介
- 絵コンテ - 川越淳
- 演出 - 藤本ジ朗
- キャラクターデザイン - 横堀久雄、平山智
- 総作画監督 - 平山智
- 作画監督 - 平山智、坂巻貞彦
- メカ作画監督 - 水村良男、坂巻貞彦
- 美術監督 - 大西穣
- 美術設定 - 坂本竜
- 色彩設計 - 山本智子、山上愛子
- 撮影監督 - 田沢二郎
- 編集 - 吉武将人
- 音響監督 - 清水洋史
- 音響効果 - 倉橋裕宗 (オトナリウム)
- 音楽 - 大野雄二
- アニメーションプロデューサー - 井内知樹
- アソシエイトプロデューサー - 鈴木禎
- 企画開発 - 鈴木常泰
- プロップデザイン - 横堀久雄、水村良男、坂巻貞彦、堀井敏之
- デザイン協力 - テレコム・アニメーションフィルム
- 原画 - 丸藤広貴、垣野内成美、門倉世央子、坂巻貞彦、高木信一郎、敷島博英、町田真一、津吹明日香、大豆生田照美、亀垣一
- 第2原画 - 桑原愛、小松香苗、佐藤智子、小保方千奈、伊藤阿佑美、丸山泰英、河原久美子、川上俊弘、福島友子、松本鉄也、中村プロダクション、スタジオセブン、Synod
- 動画検査 - 国島裕子
- 動画 - 国島裕子
- 動画協力 - はだしぷろ、ORANGE、Synod、HANJIN、RIC
- 色指定検査 - 河野明梨、小池記代
- 仕上 - トムス・フォト (T.D.I.) - 長岡純子、鍵山晶子、赤松理惠子、富沢陽子、小原萌
- 仕上協力 - オフィスフゥ、はだしぷろ、ORANGE、Synod、HANJIN、RIC
- 背景
  - ビックスタジオ - 近藤美幸、北畠太郎、榛名恭子、藤倉桃子、関根悠姫、永原かれん、山口美恵子、大西穣
  - studio AR.T.ON - RYU hwan suk, HWANG soo young, SEO ju seong, CHOI yu jin, KO ji young, PARK gil yong, AN eun kyoung
- 撮影 - T2studio - 高橋智弘、岩本泰侑、梶原幸代、並木智、富田喜允
- 2Dデザイン - 武川佳史
- 特殊効果 - 小川猛
- 3DCG - トムス・ジーニーズ
  - CGプロデューサー - 川嶋洋樹
  - CG監督 - 星野申匡
  - CGリードデザイナー - 一戸真
  - CGデザイナー - 吉原宏一郎、石井淑元、小笠原俊介、瀬田尚樹、童愛莎、松本菜摘、長瀬布弓、黄仁福、熊田康
- 編集助手 - 新沼奈美
- 編集スタジオ - グラフィニカ
- ビデオ編集スタジオ - キュー・テック
- HD編集制作担当 - 田畑孝之
- HD編集 - 田中康輔
- HD編集助手 - 北本勝
- 録音 - 池田裕貴
- 録音助手 - 浅川洋幸
- 録音スタジオ - オムニバス・ジャパン三分坂スタジオ
- 音響制作担当 - 大野拓也、丹下雄二
- 音響制作 - 東北新社
- 音楽制作 - 日本テレビ音楽、堀田卓也
- 宣伝 - 岸田拓磨
- 宣伝協力 - 紙本亜矢美、稲毛弘之
- ライセンス - 須賀進二郎
- 制作デスク - 徳丸恵一
- 設定制作 - 伊藤将志
- 制作進行 - 池田早織、佐藤亜美
- 文芸担当 - 米村昂
- 協力 - 平和
- アニメーション制作 - トムス・エンタテインメント
- 製作・著作 - ルパン三世50周年プロジェクト
- 発売元 - バップ

## テーマ曲
主題曲「THEME FROM LUPIN III 2015」
作曲・編曲 - 大野雄二 / 演奏 - You & Explosion Band
エンディングテーマ「ARRIVEDERCI…ITALIA…」
作曲・編曲 - 大野雄二 / 演奏 - You & Explosion Band